# 特吉什湖
56°20′57″N 61°35′48″E / 56.3492°N 61.5967°E
特吉什湖（俄语：Тыгиш），是俄羅斯的湖泊，位於該國中西部斯維爾德洛夫斯克州，長3公里、寬3公里，面積6.68平方公里，海拔高度193.7米，平均水深1.5米，最大水深6米。